# Broche Luckenbooth
 (janvier 2019).
Si vous disposez d'ouvrages ou d'articles de référence ou si vous connaissez des sites web de qualité traitant du thème abordé ici, merci de compléter l'article en donnant les références utiles à sa vérifiabilité et en les liant à la section « Notes et références ».

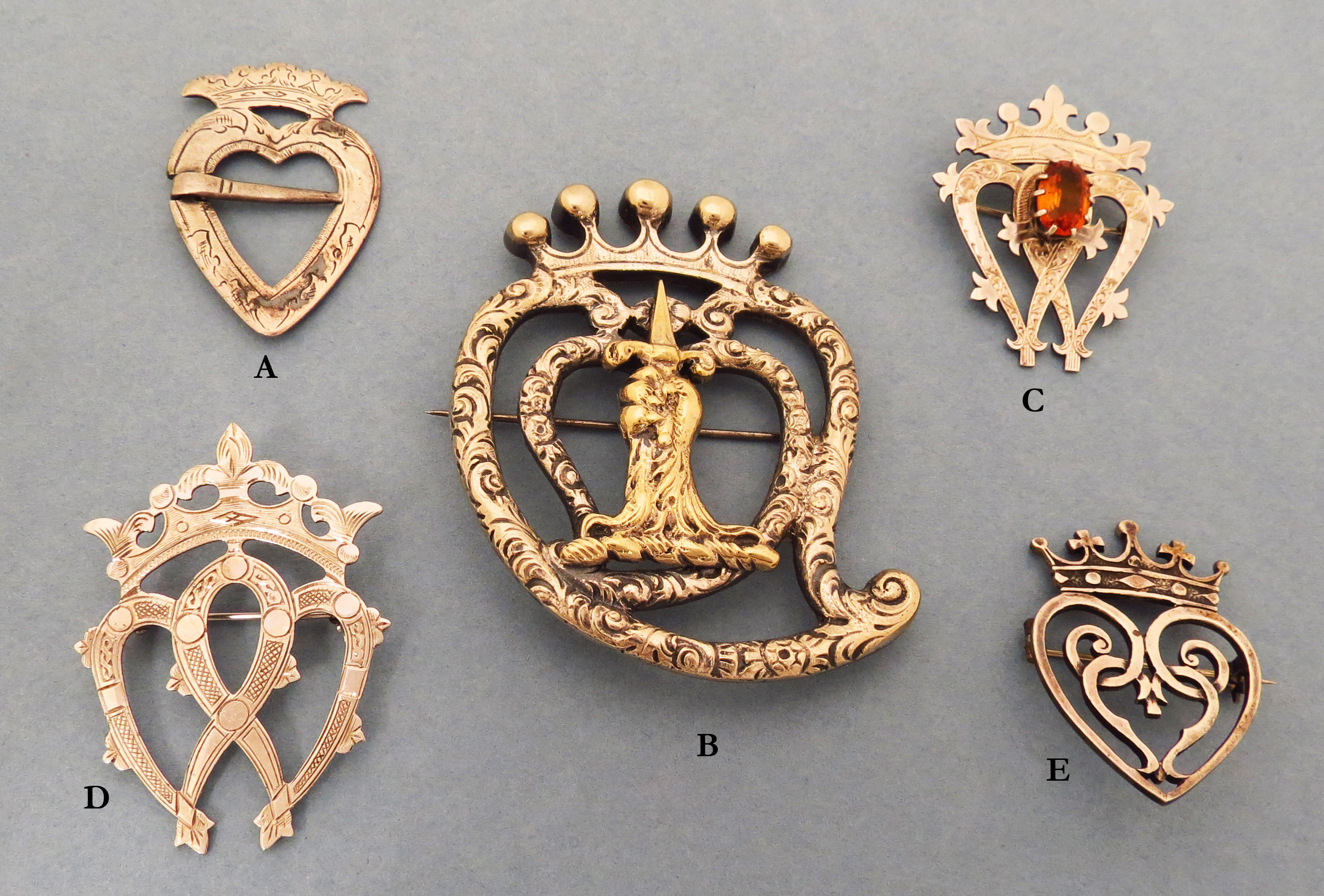
Broches Luckenbooth

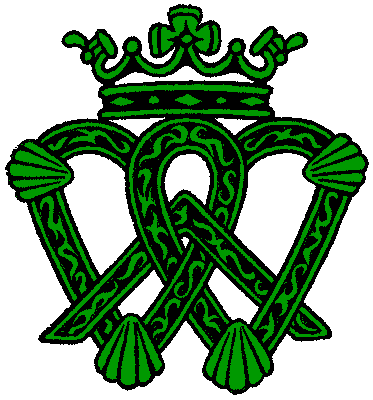
L'un des motifs Luchenbooth : deux cœurs entrecroisés surmontés d'une couronne

La broche Luckenbooth est une broche originaire d'Écosse et reconnaissable à son motif en cœur, composé d’un cœur simple ou de deux cœurs entrelacés, souvent surmonté(s) par une couronne stylisée. Ce motif de cœur couronné est présent dans l’art populaire dans la plupart des pays d’Europe dès le XIVe siècle, et ce jusqu’au XIXe siècle. Il apparaît sur des œuvres en bois gravé ou peint, en métal, en textile, etc.
Les Luckenbooths (en) étaient des boutiques d’Édimbourg, situées dans Royal Mile entre la Cathédrale Saint-Gilles et Canongate. C’étaient les premières échoppes permanentes de la ville qui abritaient des bijoutiers et autres artisans, et ce depuis le XVIe siècle. Le nom est dérivé de ces petits kiosques (« booth ») que l’on verrouillait (« lock ») à la fermeture.
La broche Luckenbooth — généralement en argent — est devenue une broche traditionnelle du mariage écossais, donnée en gage d’amour par le marié à sa promise le jour des noces, les cœurs symbolisant bien sûr l’amour, et la couronne la loyauté. La broche était plus tard accrochée à la brassière du premier bébé pour le protéger des « esprits malins ». La première mention d’une telle broche en Écosse remonte à 1503.
Les pierres les plus fréquemment utilisées sont les citrines, les jaspes, le granit, les agates, les améthystes et plus tard, des malachites importées de Sibérie.
À partir du XVIIIe siècle, c’est également devenu un symbole décoratif qu’on trouve très communément sur le costume traditionnel des Amérindiens, et en particulier chez les Iroquois. Ils l’ont sans doute adopté après l’avoir vue porté par les Écossais arrivés en masse dans l’Amérique du Nord Britannique après la fin de la Guerre de Sept Ans (1763). Il est probable en effet que quantité d’Écossais aient porté cette broche comme un souvenir qui les liait émotionnellement à leur pays natal.
Au XIXe siècle, en plein Gothic revival, la Reine Victoria se passionne pour l’Écosse et remet les broches Luckenbooth à la mode. Les ateliers d'Édimbourg ne suffisent bientôt plus et d'autres finissent par ouvrir à Birmingham pour satisfaire la demande des touristes.